# زوان معمر
الزوان المعمر أو نصيلة أو سمة أو حشيشة الفرس (باللاتينية: Lolium perenne) نوع نباتي يتبع جنس الزوان من الفصيلة النجيلية.

## الموئل والانتشار
موطنه الأصلي حوض البحر الأبيض المتوسط وأوروبا، حيث يتواجد في بلاد الشام ومصر والمغرب العربي ومعظم مناطق أوروبا.

## الوصف النباتي
وهو نبات ذو نمو قائم، كثيف متكتل. يجود نموه بالشمس ويتحمل الظل الخفيف لا يتحمل الجفاف أو ارتفاع درجات الحرارة ومتوسط التحمل للملوحة. يتكاثر بالبذور.

## استعماله في المروج
ترش البذور فوق المسطحات أو المروج الخضراء بالنجيل فيعطي نمواً جيداً طوال الشتاء وقت اصفرار وسكون النجيل وينتهي نموه بدخول الصيف. يقص على ارتفاع 3-4 سم تزداد إلى 4 -5 سم) في الأراضي الخفيفة.

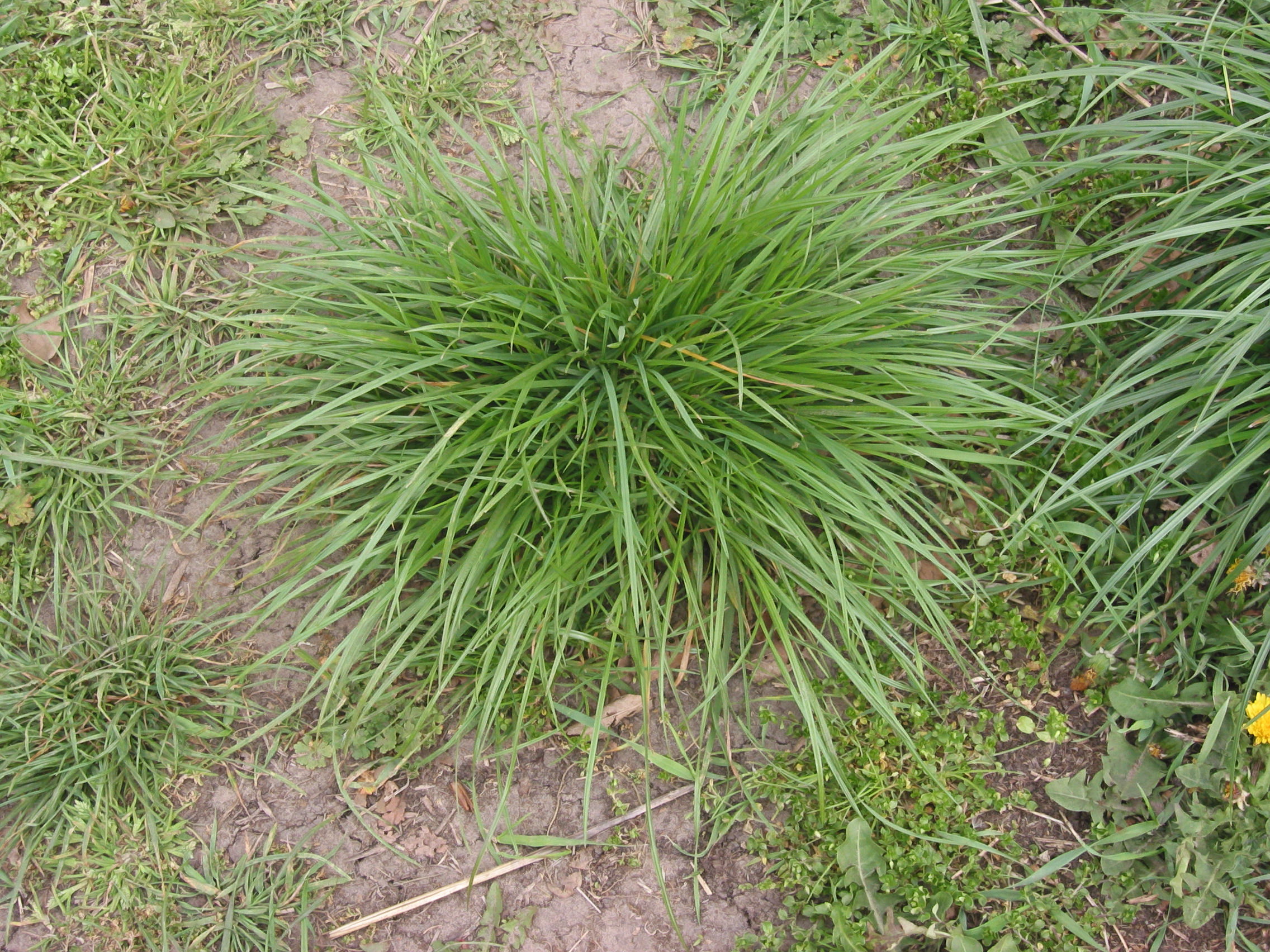
الزوان المعمر

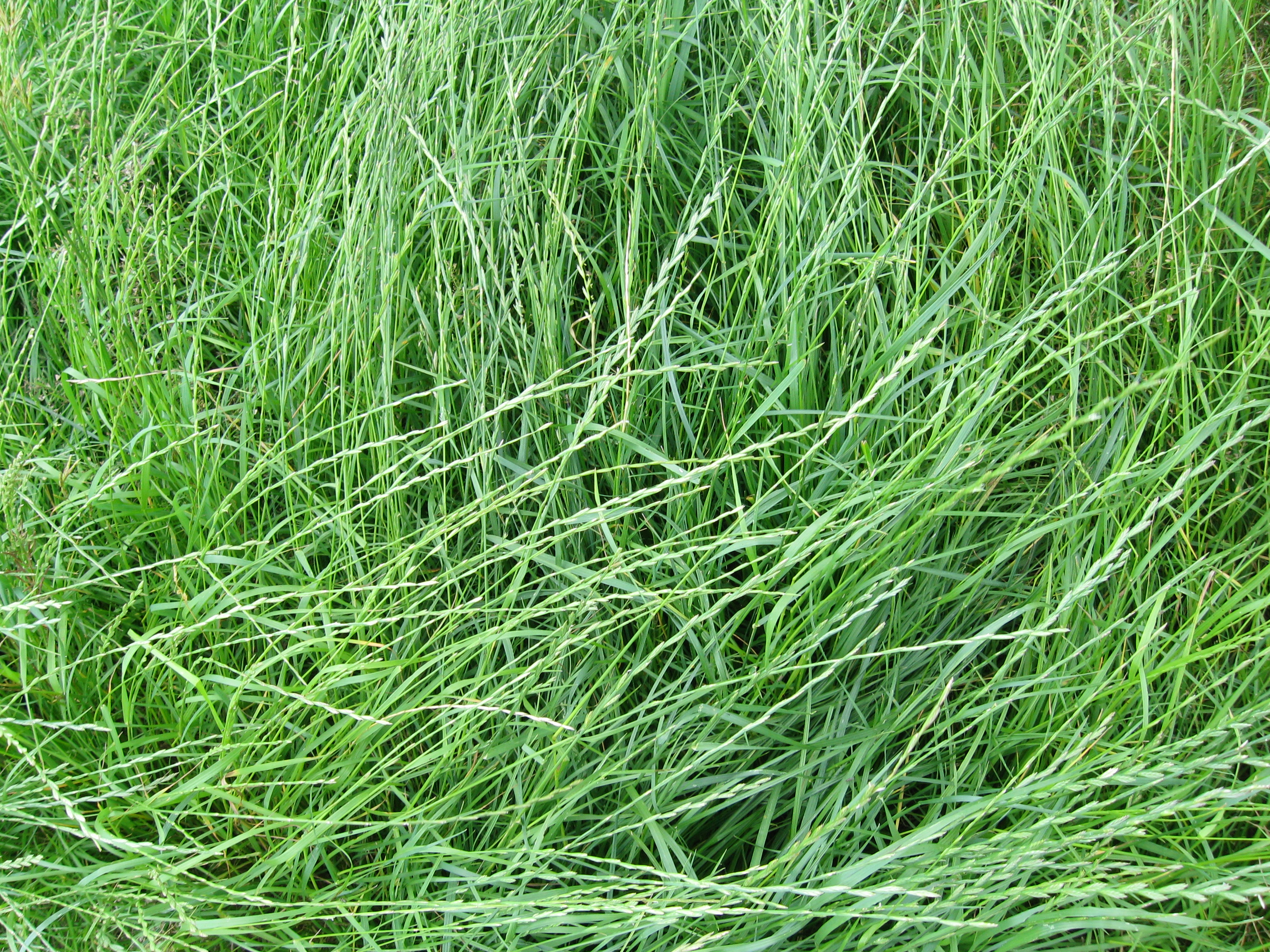
نباتات وسنابل الزوان المعمر

## معرض صور

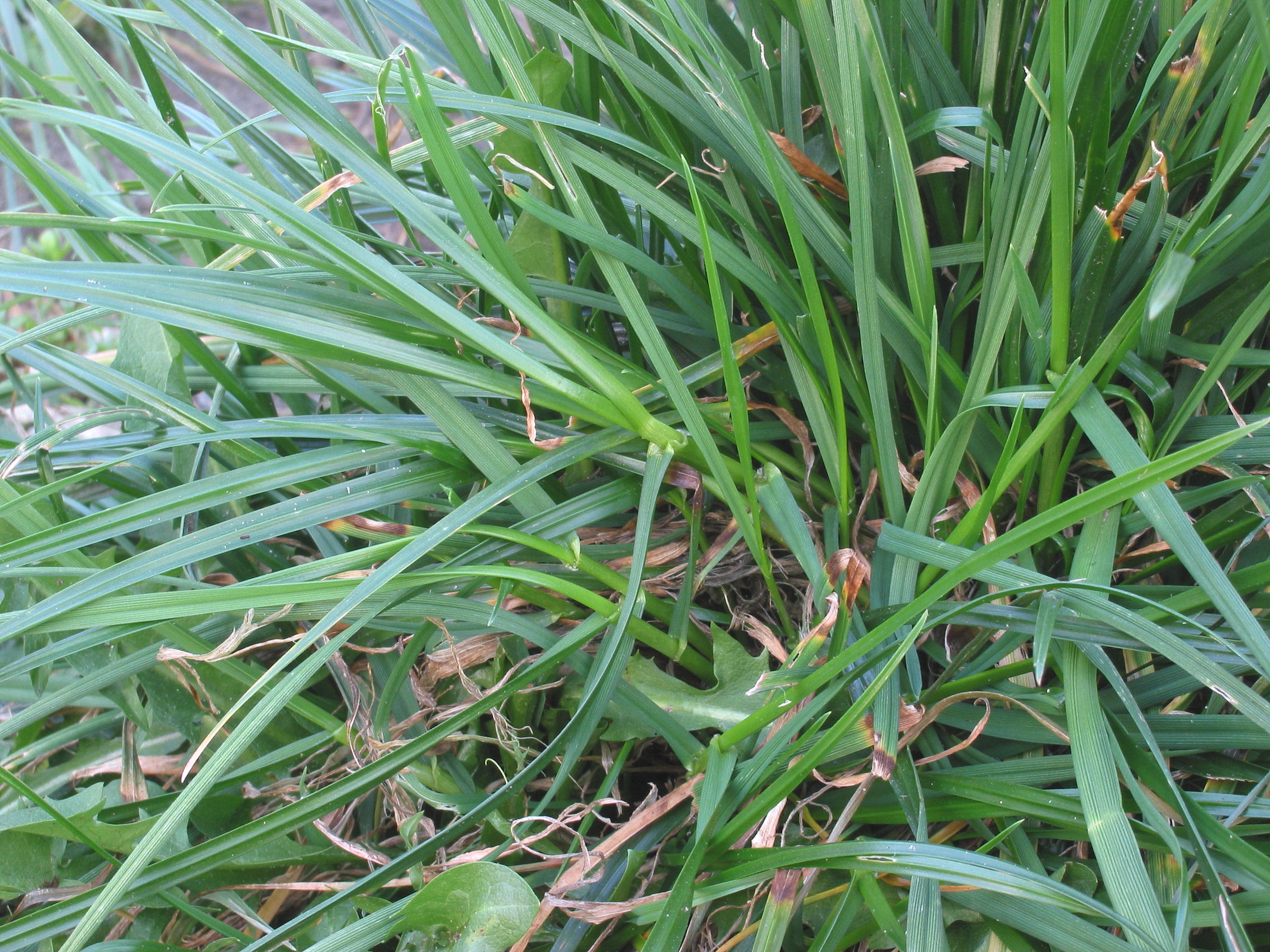
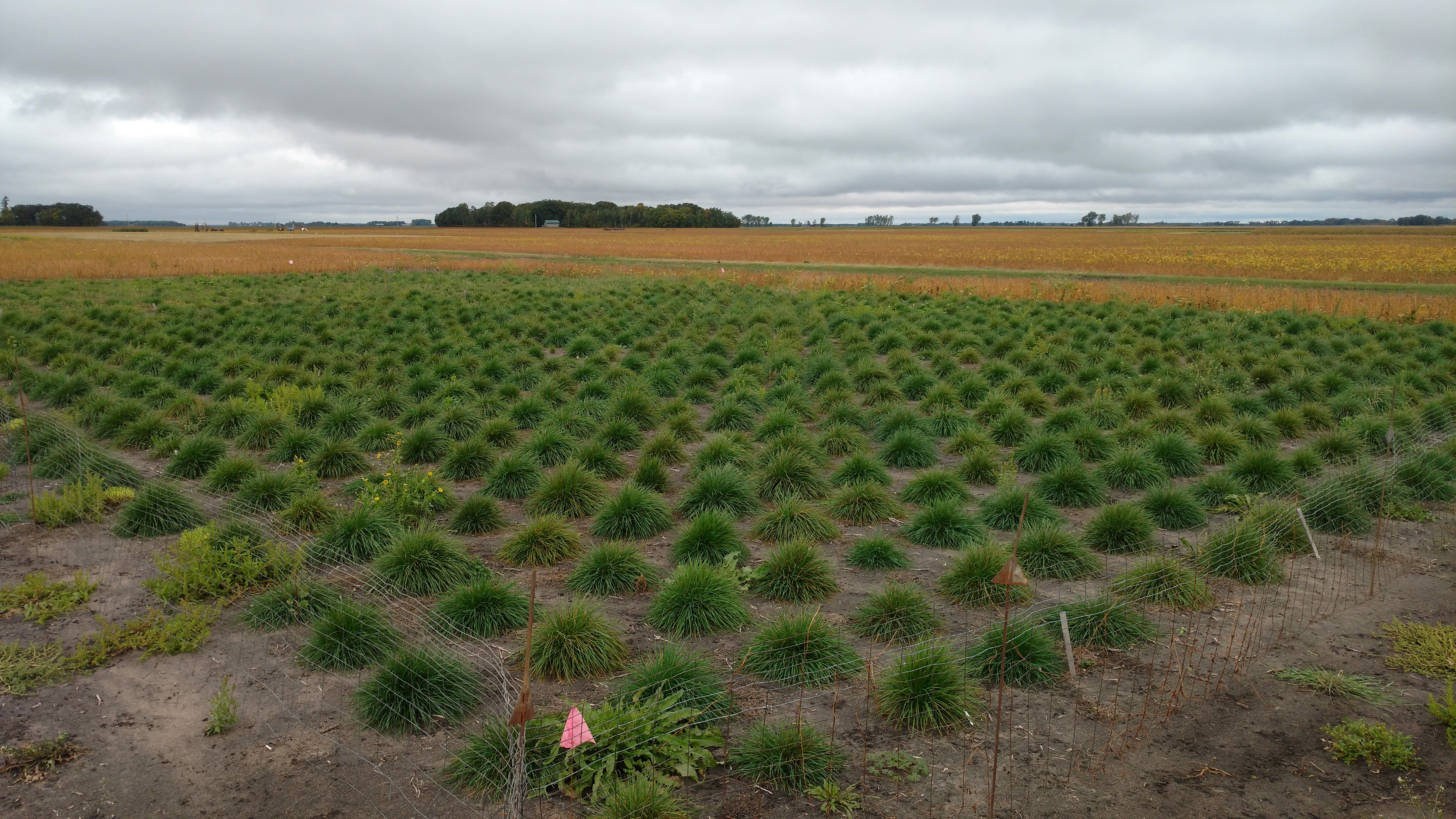
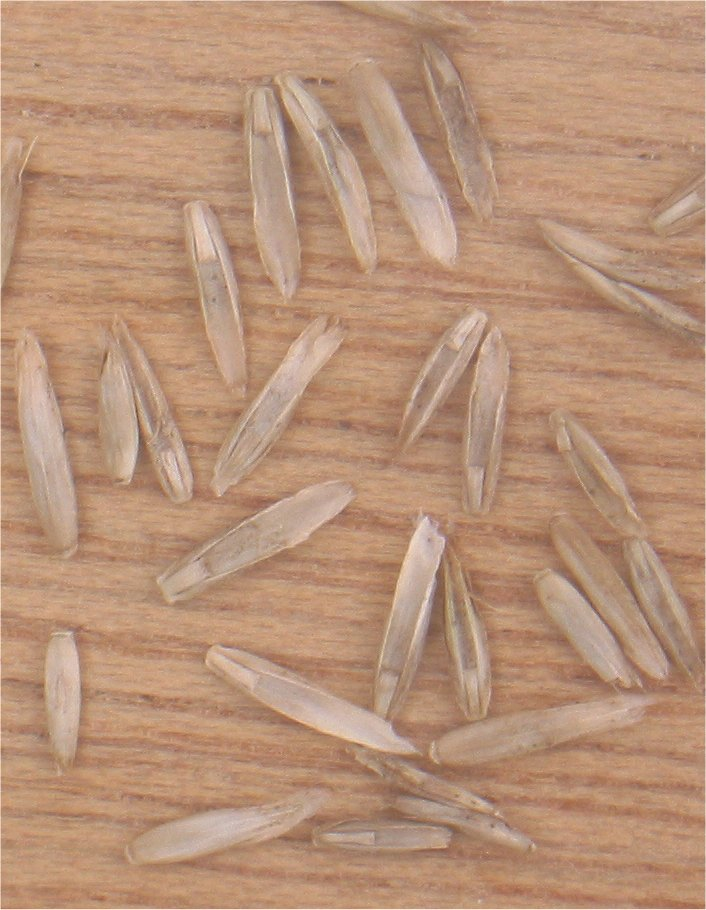